# Тілалі Сканлан
Тілалі Сканлан (англ. Tilali Scanlan, 3 листопада 1999) — американська плавчиня.
Як представниця Американського Самоа взяла участь в Олімпійських Іграх 2020 року, де в попередніх запливах на дистанції 100 метрів брасом посіла 32-ге місце і не потрапила до півфіналу.